# Ingela Gathenhielm
Ingela Olofsdotter Gathenhielm née Hammar (11 de setembre de 1692 - 29 d'abril de 1729), va ser una armadora i corsària sueca al servei del rei Carles XII de Suècia durant la Gran Guerra del Nord. Se la coneixia com a Kapardrottningen ('Reina corsària').

## Corsarisme
S'han explicat moltes històries i llegendes sobre Ingela Gathenhielm. Sembla que estigué profundament implicada en la carrera marítima del seu marit (a qui es concedí patent de cors en 1710) com a companya de negocis, assessora i mentora en molts dels seus assumptes. També ella fou corsària, cosa que no era estranya a la Suècia del segle xviii, on s'esperava que les dones casades ajudessin al seu marit en els negocis. Se sap que en enviduar el 1718 i que va heretar la patent de cors del seu marit així com la flota, que va continuar gestionant amb gran habilitat. Això no es considerava controvertit per als estàndards d’aquella època, en la qual les vídues heretaven els negocis del seu difunt cònjuge (encara que l'empresa, en aquest cas, fos poc convencional). Un exemple d'aquesta costum és la seva contemporània Margareta von Ascheberg, qui també va heretar un grau militar en la mateixa guerra.
Les patents de cors sueques es van retirar amb el tractat de pau entre Dinamarca el 1720 i Rússia el 1721. Després de la pau, Ingela va interposar diverses demandes contra la Corona demanant una compensació econòmica pels costos que tenia com a corsària al servei de la corona. Això va continuar fins després de la seva mort, ja que el seu segon cònjuge n'heretà la llicència.

## Vida posterior
A part de la seva activitat com a corsària, Ingela va dirigir diversos negocis a Göteborg. Per una part va heretar la fàbrica de cordes i el negoci marítim del seu primer marit, per altra va fundar molts altres negocis com un forn de pa, una forja, una destil·leria i una fàbrica de veles. Va tenir èxit en tots aquests negocis, en particular la fàbrica de cordes que, segons sembla, va equipar una gran part dels vaixells de Göteborg.
Després de la seva mort, el 1729, va ser enterrada a Onsala, Suècia, sota la torre de l'església.

## Llegat
Un carrer de Västra Frölunda porta el seu nom: Ingela Gathenhielms gata (En català: Carrer Ingela Gathenhielm).